# Elżbieta Dziewońska
Elżbieta Dziewońska (ur. 1 kwietnia 1903 w Moskwie, zm. 1 września 1977 w Chicago) – polska aktorka, reżyser, publicystka, działaczka polonijna. 

## Życiorys
Urodziła się w rodzinie Józefa i Felicji z Lewalt-Powalskich. Była młodszą siostrą aktora Janusza Dziewońskiego.
Ukończyła gimnazjum w Warszawie i studia na Wydziale Filozoficznym Uniwersytetu Józefa Piłsudskiego.
Od 1927 była żoną Lucjana Krzemieńskiego (1898–1955), aktora i reżysera.

### Kariera zawodowa w kraju
W 1923 ukończyła Kursy Wokalno-Dramatyczne H. J. Hryniewieckiej i rozpoczęła karierę w teatrach całej Polski, pracując z wybitnymi ludźmi teatru tego okresu i zdobywając uznanie krytyki:
- Teatr Rozmaitości w Warszawie od 1923
- Teatr Miejski w Łodzi 1926/1927 i 1929/1930
- Teatr Premier (teatr objazdowy Karola Adwentowicza – Płock, Radom, Częstochowa, Stanisławów) 1927
- Teatr objazdowy Stefana Jaracza 1928
- Reduta 1928–1930
- Teatr im. Juliusza Słowackiego w Krakowie 1930/1931
- Teatr Melodram Leona Schillera w Warszawie 1931
- Teatr Miejski we Lwowie 1932–1936/1937
- Teatr Ateneum w Warszawie 1937
- Teatr Ziemi Pomorskiej w Toruniu 1938/1939

### Kariera zawodowa na emigracji
Po wybuchu II wojny światowej, z grupą aktorów, przez Bukareszt, Paryż, grając – również na francuskiej prowincji – dotarła do Lizbony, skąd wraz z mężem, w 1940 przedostała się do Kanady. Tam w latach 1941–1943 prowadzili zespół objazdowy pod nazwą Teatr Polski w Kanadzie ze stałą siedzibą w Hamilton, a później w Toronto. W 1944 występowała w Polskim Teatrze Artystów w Nowym Jorku. Na przełomie 1944/1945 prowadziła wraz z mężem i Antonim Cwojdzińskim zespół objazdowy wystawiający w ośrodkach polonijnych USA program o powstaniu warszawskim Warszawa w ogniu.
W 1945 osiedlili się z mężem w Chicago, gdzie występowała w miejscowym polonijnym teatrze objazdowym. Od 1950 prowadzili stały teatr polski w Chicago – „Nasza Reduta”. Po śmierci męża od 1955 do 1973 prowadziła go sama, zajmując się głównie reżyserią.
Zasłużona dla kultury teatralnej Polonii. W grudniu 1965 zorganizowano uroczysty wieczór poświęcony jej działalności. Polsko-Amerykański Fundusz Stypendialny przyznał jej tytuł „Kobieta Roku 1969” za pracę artystyczno-społeczną.
Zajmowała się również publicystyką, prowadząc przez wiele lat dział kobiecy w „Dzienniku Chicagoskim”. Zmarła 1 września 1977 w Chicago.

## Filmografia
- 1938 – Serce matki (obsada aktorska)
- 1938 – Profesor Wilczur (obsada aktorska, nie występuje w czołówce)